# Église Saint-Jean-Baptiste de Solliès-Pont
L'église Saint-Jean-Baptiste est une église catholique romaine située à Solliès-Pont, dans le département français du Var en région Provence-Alpes-Côte d'Azur. 

## Historique
L'édifice actuel date de 1734. Il s'élève sur les ruines d'une ancienne église édifiée de 1661 à 1668, qui s'était écroulée plusieurs fois, certainement à cause de la présence du fleuve côtier le Gapeau à quelques mètres à peine.  
Construits rive gauche, ces édifices avaient pour but de remplacer la première église paroissiale devenue trop petite pour la population croissante du village. Cette ancienne église existe encore de nos jours, elle est aujourd'hui connue sous le nom de chapelle Saint-Victor, et fut le siège de la paroisse de 1617 à 1670 (aujourd'hui désaffectée). De dimensions bien plus modestes, elle se trouve sur l'autre rive du Gapeau.  
En 1724, le plan de reconstruction de l'architecte Joseph Pomet est adopté. Les travaux débutent en 1726, mais en 1729, les travaux sont abandonnés. Pierre Sénès, architecte de Toulon reprend alors les travaux jusqu'à sa mort l'année suivante, il est alors remplacé par son frère Charles qui achèvera les travaux en 1734. L'église est bénie le 23 décembre 1734 par Messire Tournier. 
Lors du siège de Toulon en 1793, l'église fut dévastée, son mobilier détruit et elle servit de lieu de cantonnement des troupes. 
Jean-Joseph Rigouard (1735-1800), prêtre de Solliès-Pont, député du Var en avril 1789 puis évêque constitutionnel du Var en mai 1791 est inhumé dans l'église. 

## Architecture
Cette église, de style baroque provençal, est due principalement aux plans de l'architecte Pierre Sénès. L'imposante façade en pierres de taille, construite à partir de 1729, est une parfaite illustration de ce style.  
L'ensemble du monument est de grandes dimensions, grandeur encore accentuée par les très bonnes proportions entre la nef centrale et les collatéraux. L'édifice adopte le plan basilical comme l'immense majorité des églises baroques provençales, à savoir sans transept.
Le chœur est légèrement rehaussé de deux marches. Il est délimité par une élégante table de communion en marbre blanc. Il se compose d'une travée et d'une abside à trois pans.
La nef, large et bien éclairée par de larges verrières, fait apparaître de larges piliers en pierre de taille, massifs et austères, soutenant la voûte à croisée d'arêtes.
Extérieurement, deux extensions sont venues agrandir le bâtiment, disposées un peu comme un faux transept. La maison curiale à gauche en regardant la façade, construite en 1780 à deux étages (et réduite à un seul étage après la Seconde Guerre mondiale, à la suite de l'explosion du pont de la Serre à proximité immédiate). À droite en regardant la façade, la chapelle Saint-Dominique, aujourd'hui devenue maison paroissiale Saint-Dominique.
Le clocher, originellement placé à gauche de la nef, qui s'était effondré plusieurs fois, a finalement été reconstruit à droite.
L'édifice n'est pas orienté traditionnellement, le chœur est en effet orienté nord-ouest.

## Intérieur

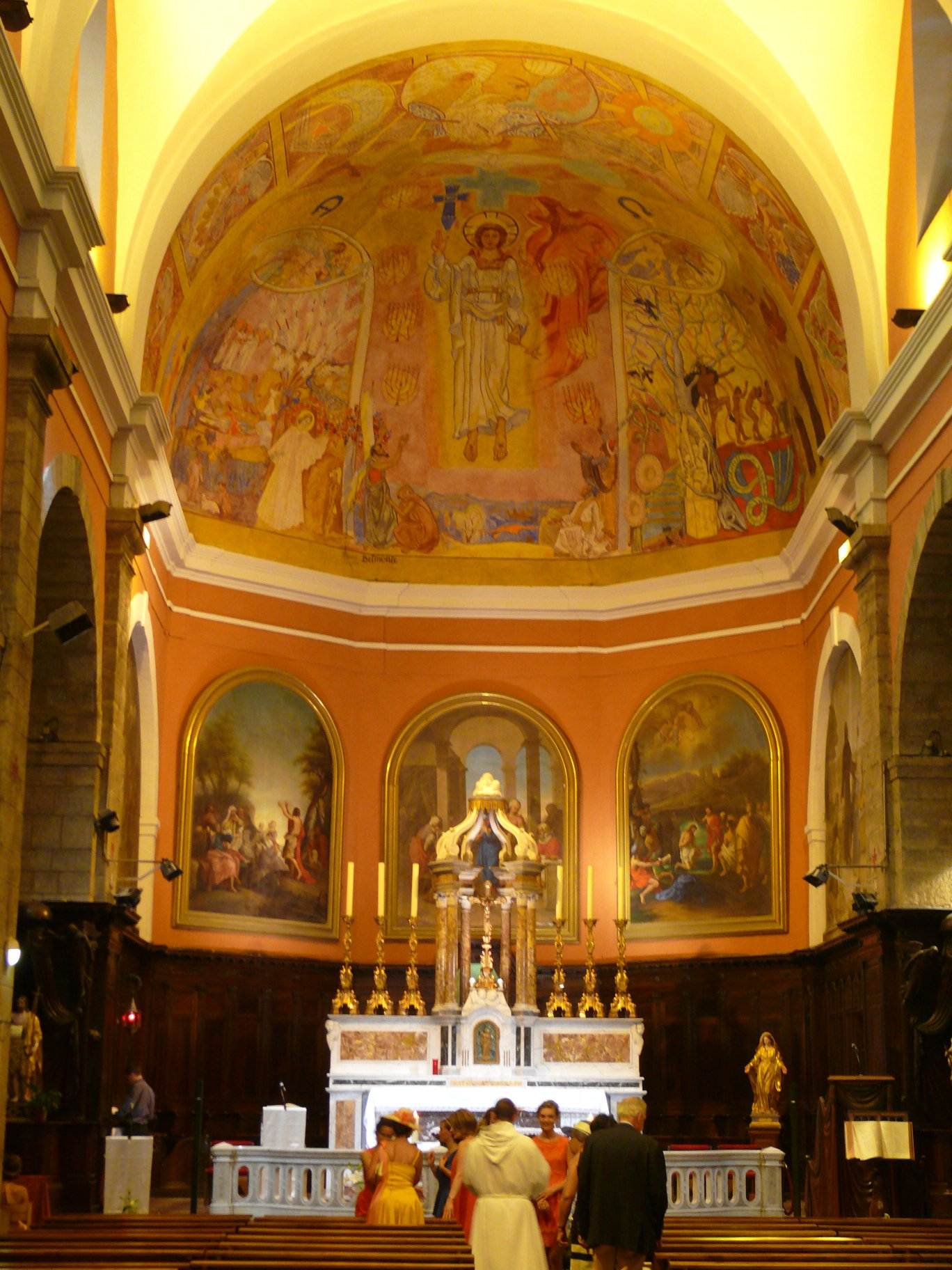
Chœur de l'église avec le maître autel et la principale fresque de F. Belmonte.

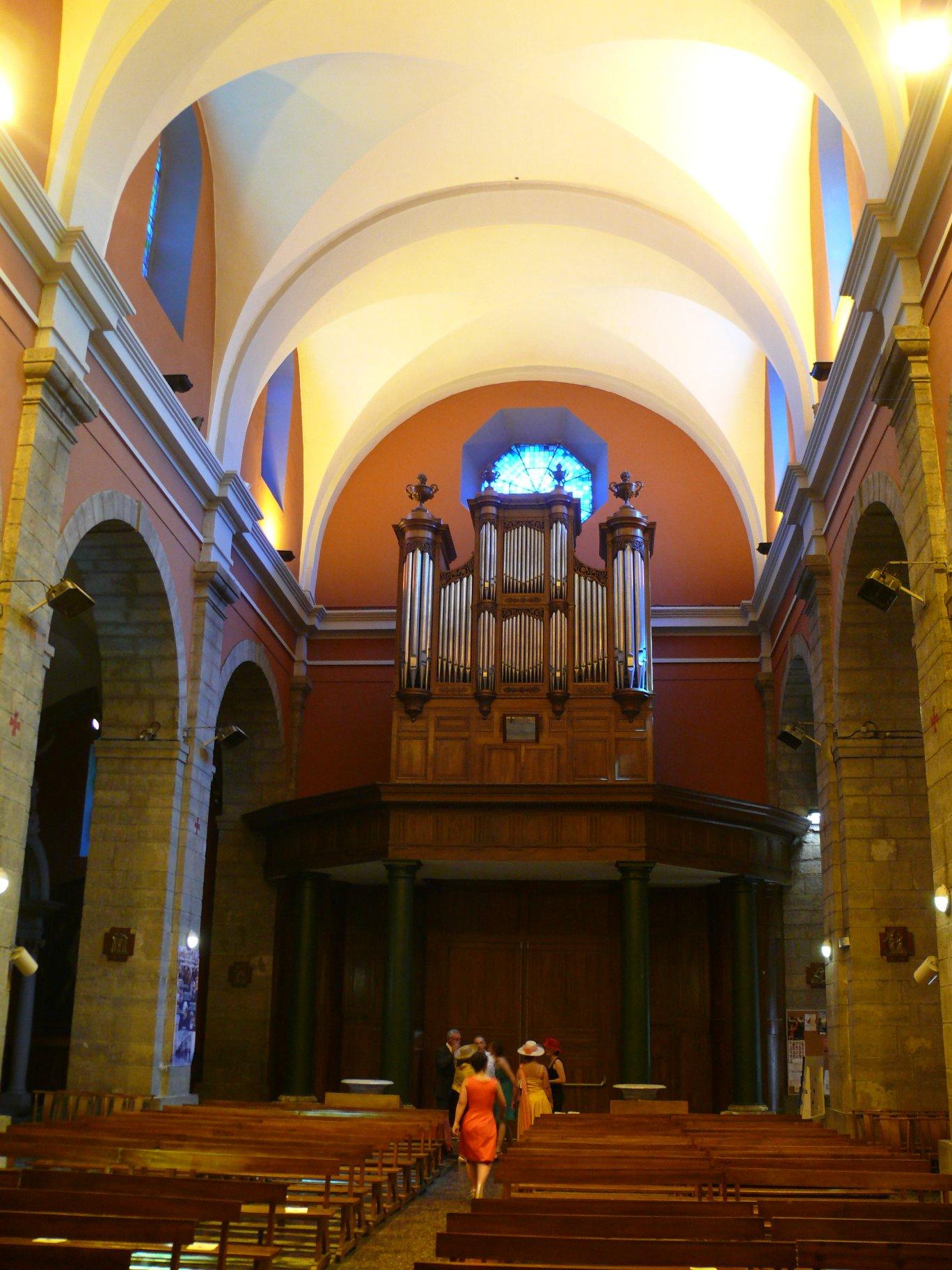
Grand-orgue Joseph Callinet et la tribune trapézoïdale.

À la suite du siège de Toulon et de la destruction de son mobilier en 1793, l'église présente une belle unité stylistique dans son aménagement et son mobilier constitué en grande partie d’œuvres du XIXe siècle. 
On remarquera particulièrement dans le chœur le maître autel de C. Cazelle (1818) en marbre de Carrare surmonté d'une gloire, les boiseries en noyer(1825) et les cinq toiles qui l'ornent.
De gauche à droite :
- Martyre de Sainte Christine par L. Janmot, 1883
- La prédication de Jean-Baptiste dans le désert, Patriti 1858
- La nativité de Jean-Baptiste, Patriti 1858
- Le baptême du Christ par Jean-Baptiste, Patriti 1858
- Saint Roch guérissant les malades, M. Fronti 1890

À côté de l'autel du rosaire (nef latérale gauche), un tableau du XVIIIe siècle représente la Sainte Famille. 
L'apport contemporain est représenté par les vitraux de la nef centrale (dix fenêtres et la baie octogonale derrière l'orgue) réalisés en 1958 par Paul Montfollet, maître verrier à Grenoble, par les deux vitraux au-dessus des portes latérales de Jacques Robinet (1960 et 1963) et par les cinq fresques de Fernand Belmonte (1897-1981) : La tempête apaisée (10 m2, dans la sacristie), Le baiser du pape Paul VI au patriarche Athénagoras (42 m2), L'apparition de Notre Dame de Fatima aux petits bergers portugais (43 m2), Paul VI au milieu des pauvres lors du congrès eucharistique international de Bombay. (43 m2) Le Christ revenant à la fin des temps suivant l'apocalypse de Saint-Jean (145 m2, au-dessus du chœur).
L'intérieur de l'église a été entièrement repeint en 2012, la plus grande fresque a également été restaurée à cette occasion.
L'église renferme également deux chefs-d’œuvre : son orgue et ses fonts baptismaux.

## Le grand-orgue Joseph Callinet (1846)
Instrument remarquable construit par Joseph Callinet de Rouffach en 1846, l'orgue de Solliès-Pont est un des témoins les plus authentiques de ce facteur. Classé monument historique depuis 1984, l'orgue a été restauré de 2009 à 2011 par les ateliers de Pascal Quoirin. Il se compose de 21 jeux répartis sur deux claviers (54 notes pour le grand-orgue, 42 pour le récit) et un pédalier de 30 notes (18 à l'origine).
Comme l'avait remarqué dans son ouvrage Pie Meyer-Siat, Joseph Callinet construisait des instruments plus ou moins éloignés des arcanes de son style quand la commande venait d'une région distante de l'Alsace, alors que dans sa région, le facteur s'en tenait toujours rigoureusement à ses habitudes.
Ici, c'est un certain Crudère fils, organiste de l'église Saint-Cannat à Marseille qui dresse le projet et lance les premières consultations en 1844. Son avant-projet est assez précis puisqu'il comporte une composition détaillée de l'instrument prévu avec de nombreux jeux d'anches (dont certains à anche libre) et peu de mutations. L'instrument comporte 20 jeux et deux claviers à main (grand-orgue et récit), la pédale ne comporte pas de jeu propre, elle fonctionne uniquement en tirasse de C1 à F2.   
Joseph Callinet reçoit finalement commande de l'instrument en 1845 et réalise un instrument très proche de l'avant projet, mais assez éloigné de son style caractéristique. 
En effet, l'orgue ne dispose pas de positif de dos, ni de jeu de pédale indépendant. Compte tenu de l'importance de l'instrument, ces deux faits sont déjà uniques chez Callinet. Mais l'orgue dispose de plus de certaines caractéristiques rares chez Callinet : tout d'abord un récit expressif (commande de la boîte manuelle par tirant de registre) que J. Callinet réserve d'habitude à ses grands instruments à 3 claviers, mais aussi d'un appel - renvoi des jeux d'anches du grand-orgue (que l'on ne rencontre que très rarement - Sallanches par exemple). L'accouplement du clavier de récit sur celui de grand-orgue (bien que le clavier de récit ne comporte que 42 notes) est probablement le seul accouplement de clavier incomplet qu'ait réalisé Joseph Callinet.
De même nous pouvons remarquer un nouveau dessin de buffet. Les deux tourelles et la plate face centrale sont jumelées et superposées pour pouvoir masquer la boîte expressive du récit. Ce procédé sera souvent adopté plus tardivement par A. Cavaillé-Coll pour la même raison. Le buffet a des dimensions assez monumentales pour un orgue de cette importance, probablement pour s'intégrer au mieux dans la large nef de l'église. Plusieurs tuyaux des grandes tourelles extérieures sont des chanoines, ce qui apparente ce buffet à celui d'un double huit pieds en montre.
Seules différences notables avec l'avant-projet : l'absence d'anches libres dans la réalisation de Joseph Callinet et l'adjonction d'une chape libre au grand-orgue (place prévue pour un jeu d'anche), où sera placé en 2011 un cromorne (copie de celui de Lons-le-Saunier - Callinet frères 1843).
Au niveau de sa composition, l'instrument n'est plus dans le style post-classique des instruments habituels de Callinet, c'est un véritable orgue romantique. L'harmonie reste en revanche classique. Ce mélange donne à cet instrument une poésie et une polyvalence exceptionnelles. 

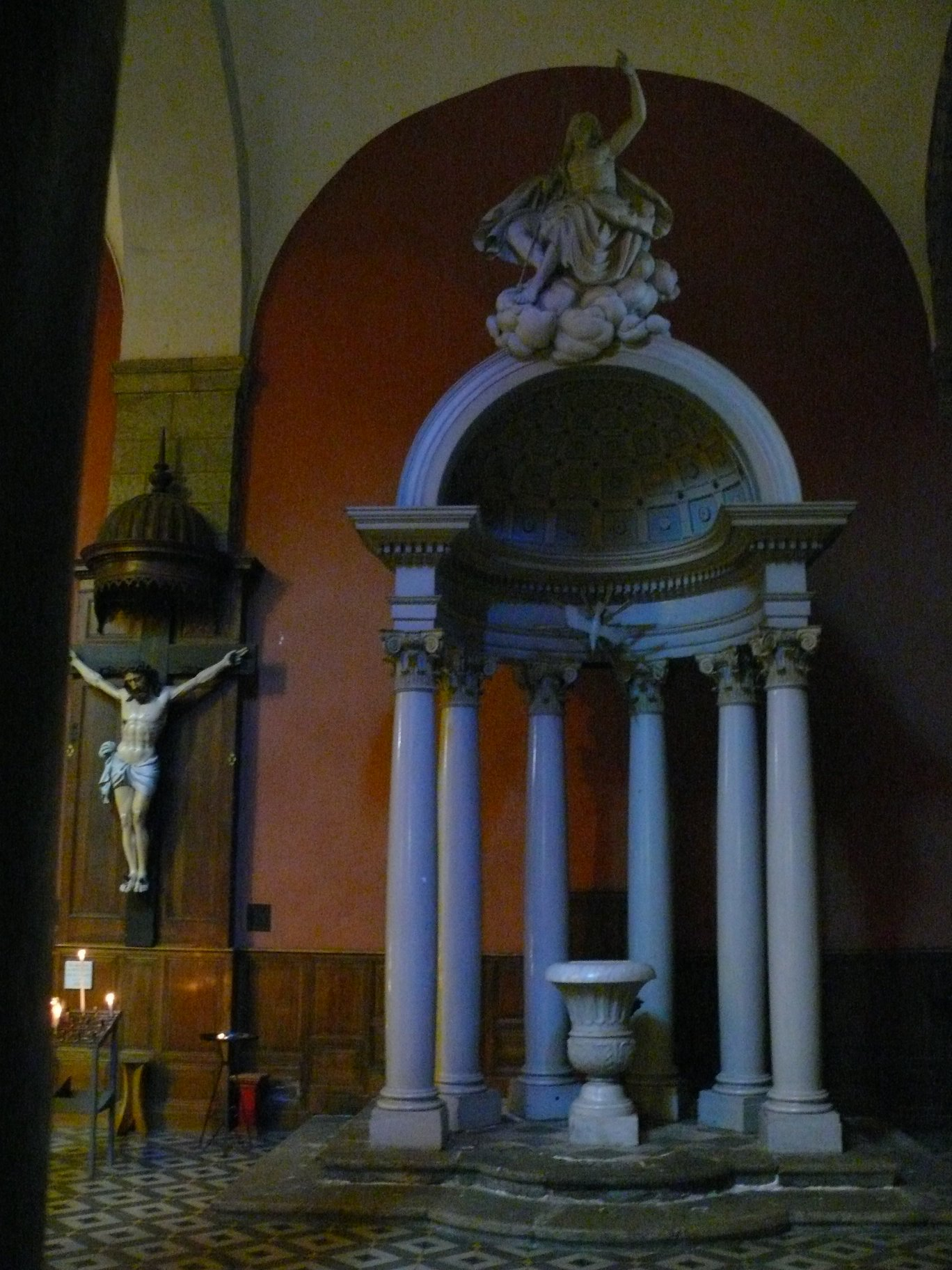
Les fonts baptismaux de 1834.

## Les fonts baptismaux
Sculptés par M. Roux, marbrier à Toulon en 1834, les fonts baptismaux sont ornés de six colonnes en bois d'ordre corinthien surmontées d'une demi coupole.
Couronnant l'ensemble de l'ouvrage, une statue de saint Jean-Baptiste, sculptée par Vian, ébéniste à Pignans.
À droite des fonts baptismaux, la toile représentant le baptême du Christ est datée de 1816 (auteur inconnu).

## Équipe et projet pastoral
La paroisse, qui est actuellement confiée à la Fraternité Missionnaire Marie Mère des Apôtres, communauté jeune et dynamique, attire de nombreuses familles. Les activités proposées par la paroisse sont variées et permettent à un grand nombre de personnes de rencontrer le Christ, notamment le Parcours Alpha qui se tient 2 fois par an et qui rencontre un grand succès. La vision paroissiale est : "rencontrer Jésus, l'aimer, rayonner de sa joie et ensemble, marcher à sa suite". La messe dominicale à 11h est joyeuse et attire de nombreux nouveaux désireux de faire une expérience de Dieu. Les prêtres et les très nombreux laïcs impliqués ont à cœur d'accueillir tous ceux qui se posent des questions sur le sens de la vie. 
La chaine YouTube de la paroisse apporte un bon nombre de contenus tant en matière de formation que de prière. 
La paroisse de Solliès-Pont a connu un gros coup de projecteur à l'occasion de la messe télévisée de France 2 le 17 mars 2019.  